# Christoph Zimmermann
Christoph Zimmermann (ur. 24 czerwca 1988 w Weißenfels) – niemiecki wioślarz.

## Osiągnięcia
- Mistrzostwa Świata Juniorów – Brandenburg 2005 – ósemka – 2. miejsce[1].
- Mistrzostwa Świata Juniorów – Amsterdam 2006 – czwórka bez sternika – 2. miejsce[1].
- Mistrzostwa Świata U-23 – Glasgow 2007 – dwójka bez sternika – 4. miejsce[1].
- Mistrzostwa Europy – Ateny 2008 – dwójka bez sternika – 11. miejsce[1].